# 이하늬
이하늬(李하늬, 1983년 3월 2일~)는 대한민국의 배우이다.

## 생애
이하늬는 1983년 3월 2일 서울특별시에서 아버지 이상업 어머니 문재숙 사이에서 1남 2녀 중 둘째로 태어났다.
원래 YG엔터테인먼트에서 가수 준비를 하고 있었다고 한다. 그래서인지 2NE1 TV에 박봄의 친구로 우정출연 하기도. 실제로도 친한 사이라고 한다. 동 대학 3년 선배인 김태희와 친한 사이였다고 한다. 김태희가 3년 선배고, 오정연이 1년 선배인데 3명이 함께 스키 동아리 활동을 하여 친해졌다고 한다. 이하늬는 김태희에게 집적거리려는 남학생들을 막는 경호원에 가까웠다고 한다. 학교 졸업 후, 이하늬는 방송을 통해 오정연의 전 남편 서장훈과 친해진다.
초반에는 외모와 스펙으로 주목받았지만, 현재는 연기 면에서도 호평을 받고 있다. 극한직업과 열혈사제 등 선구안이 좋고, 무엇보다도 도회적인 면모와 코믹한 면모를 모두 보여줄 수 있는 몇 안 되는 배우이다. 특히 망가지는 연기는 동시대 다른 주연급 여배우들 중에서도 독보적이다. 그뿐 아니라 웬만한 연기 좀 한다는 배우들도 혹평을 피할 수 없는 더빙 연기에서도 좋은 평을 받았는데, 이는 그녀의 발성이 탄탄하단 점을 시사한다.

## 학력
- 동산초등학교(졸업)
- 국립국악중학교(국악과/졸업)
- 국립국악고등학교(국악과/졸업)
- 서울대학교 음악대학(국악과/졸업)
- 서울대학교 대학원(국악과/석사 졸업)
- 이화여자대학교 대학원(국악과/박사 졸업)

## 가족
- 아버지:이상업(1947년 10월 13일 ~ )
- 어머니:문재숙(1953년 2월 24일 ~)
- 언니:이슬기(1981년 1월 11일 ~ )
- 남동생:이권형(1985년생)
- 남편:피터(1981년생, 2021년 12월 21일 결혼 ~ )
- 딸:장아리(2022년 6월 20일생 ~ )
- 외삼촌:문희상(1945년 4월 14일 ~ )
- 외숙모:김양수(1947년 1월 14일 ~)[1]
- 외사촌:문석균(1971년 10월 5일 ~ )

## 연기 활동

### 드라마
- 2009년 KBS2 수목드라마 《파트너》 ... 한정원 역
- 2010년 MBC 월화드라마 《파스타》 ... 오세영 역
- 2011년 MBC 저녁 일일연속극 《불굴의 며느리》[2] ... 김연정 역
- 2012년 채널 A 토일드라마 《불후의 명작》 ... 서영주 역
- 2013년 KBS2 월화드라마 《상어》 ... 장영희 역
- 2014년 SBS 토일드라마 《모던파머》 ... 강윤희 역
- 2015년 MBC 월화 특별기획 드라마 《빛나거나 미치거나》 ... 황보여원 역
- 2016년 SBS 드라마스페셜 《돌아와요 아저씨》 ... 송이연 역
- 2017년 MBC 월화 특별기획 드라마 《역적 : 백성을 훔친 도적》 ... 숙용 장씨 역
- 2019년 SBS 금토드라마 《열혈사제》 ... 박경선 역
- 2019년 JTBC 금토드라마 《멜로가 체질》 ... 드라마 주인공 (1회 특별출연)
- 2021년 SBS 금토드라마 《원 더 우먼》 ... 강미나 / 조연주 역
- 2024년 MBC 금토드라마 《밤에 피는 꽃》 ... 조여화 역
- 2024년 SBS 금토드라마 《열혈사제 Part Ⅱ》... 박경선 역
- 2025년 Netflix 오리지널 드라마 《애마》 ... 정희란 역

### 영화
| 연도 | 제목                    | 역할                   | 비고        | 일본판 성우진 |
| ---- | ----------------------- | ---------------------- | ----------- | ------------- |
| 2011 | 개구쟁이 스머프         | 스머페트               | 한국어 더빙 |               |
| 2011 | 히트                    | 선녀                   |             |               |
| 2012 | 연가시                  | 송연주                 |             |               |
| 2012 | 나는 왕이로소이다       | 수연                   |             |               |
| 2013 | 뒷담화: 감독이 미쳤어요 |                        |             |               |
| 2014 | 타짜: 신의 손           | 우 사장                |             |               |
| 2016 | 로봇, 소리              | 강지연                 |             |               |
| 2016 | 달빛궁궐                | 매화부인               | 성우 출연   |               |
| 2017 | 조작된 도시             | 사무장                 |             |               |
| 2017 | 부라더                  | 오로라/젊은 순례       |             |               |
| 2017 | 침묵                    | 박유나                 |             |               |
| 2019 | 극한직업                | 장연수 형사            |             | 키무라 스즈카 |
| 2019 | 블랙머니                | 김나리                 |             |               |
| 2022 | 외계+인 1부             | 민개인                 |             |               |
| 2023 | 유령                    | 박차경                 |             |               |
| 2023 | 킬링 로맨스             | 황여래                 |             |               |
| 2024 | 외계+인 2부             | 민개인                 |             |               |
| 2025 | 킹 오브 킹스            | 캐서린 디킨스 / 마리아 | 한국어 더빙 |               |

### 뮤지컬
| 연도 | 제목                | 역할      | 비고 |
| ---- | ------------------- | --------- | ---- |
| 2008 | 《폴라로이드》      | 이세연    |      |
| 2009 | 《금발이 너무해》   | 엘 우즈   |      |
| 2010 | 《금발이 너무해》   | 엘 우즈   |      |
| 2013 | 《시카고》          | 록시 하트 |      |
| 2013 | 《아가씨와 건달들》 | 사라      |      |
| 2014 | 《아가씨와 건달들》 | 사라      |      |

## 기타 활동

### 텔레비전 프로그램
| 연도 | 방송사       | 제목                                      | 역할        | 날짜                      | 비고                                 |
| ---- | ------------ | ----------------------------------------- | ----------- | ------------------------- | ------------------------------------ |
| 2006 | KBS2         | 이홍렬 홍은희의 여유만만                  | 게스트 출연 | 2006. 08. 21.             |                                      |
| 2006 | KBS2         | 해피선데이 - 최홍만과 강한 친구들         | 게스트 출연 | 2006.08.27                |                                      |
| 2006 | CBS          | 새롭게 하소서                             | 게스트 출연 | 2006.08.29                |                                      |
| 2006 | KBS2         | 웰빙 건강테크                             | 게스트 출연 | 2006.09.19                |                                      |
| 2006 | MBC 드라마넷 | 꽃때말 아이들                             |             | 2006.09                   | 추석특집                             |
| 2006 | MBC          | 말달리자                                  | 게스트 출연 | 2006.09.25                |                                      |
| 2006 | MBC          | 에너지                                    | 게스트 출연 | 2006.12.21                |                                      |
| 2007 | KBS1         | 국악한마당                                | MC          | 2007.02.03                | 겨울방학 특집                        |
| 2007 | KBS2         | 남희석 최은경의 여유만만                  | 게스트 출연 |                           |                                      |
| 2007 | SBS          | 2014 Yes! 평창 특집 생방송 아이 러브 평창 | MC          | 2007.07 04.               |                                      |
| 2007 | MBC          | 나눔과 평화 콘서트                        | MC          | 2007.10.15                |                                      |
| 2007 | SBS          | 한밤의 TV연예                             | MC          | 2007.07.18.~ 2008.09.03.  |                                      |
| 2008 | SBS          | 한밤의 TV연예                             | MC          | 2007.07.18.~ 2008.09.03.  |                                      |
| 2010 | Olive        | 이하늬의 My Sweet Canada                  |             | 2010.11.20. ~ 2010.11.27. |                                      |
| 2010 | KBS2         | 김승우의 승승장구                         | 깜짝손님    | 2010.09.14                | 32회 출연                            |
| 2011 | OLIVE        | 푸드 에세이                               | MC          | 2011.03.15. ~ 2012.       |                                      |
| 2011 | XTM          | 옴므(Homme) 3.0                           | MC          | 2011.03.16. ~ 08.10.      |                                      |
| 2011 | tvN          | 오페라스타 2011                           | MC          | 2011.03.26. ~ 05.07.      | 6부작                                |
| 2014 | MBC          | 사남일녀                                  | 고정        | 2014.01.03. ~ 05.23.      | 19부작                               |
| 2015 | On Style     | 겟 잇 뷰티 2015                           | MC          | 2015.02.04. ~ 11.18.      | 40부작                               |
| 2015 | MBC          | LOVE 챌린지                               | MC          | 2015.06.11.               | 1부작                                |
| 2015 | JTBC         | 냉장고를 부탁해                           | 게스트 출연 | 2015.12.07~ 2015.12.14    | 56~57회 출연                         |
| 2016 | On Style     | 겟 잇 뷰티 2016                           | MC          | 2016.02.03. ~ 12.14.      | 42부작                               |
| 2016 | MBC          | LOVE 챌린지 시즌2                         | MC          | 2016.05.01.               | 1부작                                |
| 2016 | Mnet         | 판스틸러 - 국악의 역습                    | MC          | 2016.10.14. ~ 12.09.      | 8부작                                |
| 2017 | On Style     | 겟 잇 뷰티 2017                           | MC          | 2017.02.09. ~ 2018.01.03. | 43부작                               |
| 2017 | tvN          | 쉘위워크                                  | MC          | 2017.07.03. ~ 07.10.      | 2부작                                |
| 2017 | 빈칸         | 평화올림픽을 위한 메트로폴리탄 평창의 밤  | 진행        | 2017.09.20.               | 미국 뉴욕 메트로폴리탄 박물관        |
| 2017 | JTBC         | 아는형님                                  | 게스트 출연 | 2017.10.28                | 99회 출연                            |
| 2018 | KBS2         | 은밀하고 위대한 동물의 사생활             | 고정출연    | 2018.11.23~ 12.21         | 박진주, 이성열, 엘, 정하영 동반 출연 |
| 2019 | SBS          | 《런닝맨》                                | 게스트 출연 | 2019.1.20                 | 435회 출연                           |
| 2019 | SBS          | 《미운 우리 새끼》                        | 게스트 출연 | 2019.2.10                 | 125회 출연                           |
| 2021 | tvN          | 바퀴달린집3                               | 게스트 출연 | 2021.10.14                | 1회 출연                             |
| 2021 | TV조선       | 스타다큐 마이웨이                         | 출연        | 2021.11.21                |                                      |
| 2023 | tvN          | 유 퀴즈 온 더 블럭                        | 게스트 출연 | 2023.1.18                 |                                      |
| 2023 | tvN          | 놀라운토요일                              | 게스트 출연 | 2023.01.28                |                                      |

### 웹예능
| 연도 | 방송사 | 제목              | 역할        | 날짜       | 비고 |
| ---- | ------ | ----------------- | ----------- | ---------- | ---- |
| 2024 | 유튜브 | 나영석의 와글와글 | 게스트 출연 | 2024.11.01 |      |

### 라디오
| 연도 | 방송사      | 제목                              | 역할        | 날짜       | 비고        |
| ---- | ----------- | --------------------------------- | ----------- | ---------- | ----------- |
| 2019 | SBS 파워 FM | 《두시탈출 컬투쇼》               | 게스트 출연 | 2019.02.15 |             |
| 2021 | SBS 파워 FM | 《아름다운 이 아침 김창완입니다》 | 게스트 출연 | 2021.10.14 | with 이상윤 |

### 뮤직 비디오
| 연도 | 가수명        | 곡명              | 비고 |
| ---- | ------------- | ----------------- | ---- |
| 2008 | 지아          | 《사랑해 미안해》 |      |
| 2008 | 지아          | 《난 행복해》     |      |
| 2008 | 지아          | 《뭉클》          |      |
| 2015 | 다이나믹 듀오 | 《꿀잼》          |      |

### 광고
| 연도                          | 기업명                           | 제품명                                         | 제품 유형              | 비고                          |
| ----------------------------- | -------------------------------- | ---------------------------------------------- | ---------------------- | ----------------------------- |
| 2008                          | LG생활건강                       | 리엔 생기원                                    | 헤어케어               |                               |
| 2008                          | LG생활건강                       | 숨47                                           | 화장품                 |                               |
| 2008                          | 한국로레알                       | 케라스타즈                                     | 트리트먼트             |                               |
| 2009                          | 롯데칠성음료                     | 펩시 NEX                                       | 음료                   | 이민호                        |
| 2009 ~ 2012                   | 한국존슨앤드존슨판매(유)         | 뉴트로지나                                     | 스킨케어               |                               |
| 2011                          | 리복 코리아                      | 리복 이지톤                                    | 스포츠웨어(의류, 슈즈) |                               |
| 2011                          | 한국존슨앤드존슨판매(유)         | 뉴트로지나 맨                                  | 화장품                 |                               |
| 2012                          | (주)센콥코리아(레몬디톡스코리아) | 니라(NEERA)                                    | 건강기능식품           |                               |
| 2012 ~ 현재                   | 신영와코루                       | 비너스(VENUS)                                  | 언더웨어               |                               |
| 2013, 2020 ~ 2022 2021 ~ 2022 | (주)사노피-아벤티스 코리아       | 둘코락스 에스 둘코소프트                       | 변비약                 |                               |
| 2014                          | (주)화승                         | 르까프 XR 러니                                 | 스포츠웨어(의류)       |                               |
| 2014                          | 한국시세이도                     | 시세이도 프레스티지                            | 화장품                 |                               |
| 2014 ~ 2015                   | 클레어스 코리아                  | 클라우드나인 안티기미크림                      | 화장품                 |                               |
| 2015                          | 클레어스 코리아                  | 게리쏭 마유크림                                | 화장품                 |                               |
| 2015                          | 롯데칠성음료                     | 칸타타 킬리만자로                              | 커피음료               |                               |
| 2015                          | 소니 코리아                      | 소니α 5100 : 이하늬의 겟잇카메라 편            | 카메라                 |                               |
| 2015                          | 신한금융지주                     | 신한금융투자 : 자산관리 편                     | 금융                   |                               |
| 2015                          | (주)NHN                          | 네이버 : 패션뷰티 겟잇뷰티 편                  | 포털 사이트            |                               |
| 2015                          | (주)호텔롯데                     | 롯데면세점 : 겟잇뷰티이하늬의 뷰티쇼핑 꿀팁 편 | 면세점                 |                               |
| 2015 ~ 2016                   | SK네트웍스                       | 와이앤케이(Y&Kei)                              | 여성 의류              |                               |
| 2015 ~ 2016                   | (주)아우딘퓨쳐스                 | 네오젠 : 이하늬의 화장발 잘 받는 뷰티 백서 편  | 화장품                 |                               |
| 2016                          | 현대약품                         | 미에로화이바                                   | 식이섬유음료           |                               |
| 2016 ~ 2019                   | (주)패션그룹형지                 | 까스텔바쟉(CASTELBAJAC)                        | 골프웨어(의류)         |                               |
| 2016 ~ 2017                   | 대상                             | 청정원 츄앤                                    | 식품(웰빙간식)         | 이국주(2016), 크리샤 츄(2017) |
| 2017                          | (주)두루케이코퍼레이션           | 레노마 플레어 래쉬가드                         | 스포츠웨어(의류)       |                               |
| 2017 ~ 2018                   | (주)프롬바이오                   | 프롬바이오 와일드망고                          | 건강기능식품           |                               |
| 2017 ~ 2018                   | 블루다이아몬드 (매일유업)        | 아몬드 브리즈                                  | 식물성 음료            |                               |
| 2017 ~ 2018                   | LG생활건강                       | 차앤박 CNP Rx                                  | 화장품                 |                               |
| 2018                          | 탈모닷컴                         | 탈모닷컴 TS착한치약                            | 덴탈케어               |                               |
| 2019                          | 바비 브라운 코리아               | 바비 브라운                                    | 화장품                 |                               |
| 2019                          | 아모레퍼시픽                     | 려 吕                                          | 헤어케어               |                               |
| 2019                          | 한국후지필름                     | 엘리닉                                         | LED 마스크             |                               |
| 2019                          | (주)레몬                         | 에어퀸                                         | 생리대                 |                               |

### 클래식
- 2015년 이하늬, 김지연의 야금야금 콘서트

### 앨범
| 연도 | 제목           | 수록 음반                          | 비고          |
| ---- | -------------- | ---------------------------------- | ------------- |
| 2015 | 야금야금       | 야금야금 첫번째 이야기             | (with 김지연) |
| 2016 | LOVE챌린지     |                                    | (이하늬)      |
| 2016 | 판스틸러 Ep. 1 |                                    | (이하늬)      |
| 2017 | 길이 어데요    | 역적 : 백성을 훔친 도적 OST Part 2 | (이하늬)      |

### 홍보대사
| 연도 | 홍보대사                           | 비고 |
| ---- | ---------------------------------- | ---- |
| 2009 | 기아대책 홍보대사                  |      |
| 2010 | 더 바이블 엑스포 홍보대사          |      |
| 2010 | 제2회 DMZ국제다큐영화제 홍보대사   |      |
| 2011 | 서울대학교병원 발전후원회 홍보대사 |      |
| 2016 | 옥스팜코리아 홍보대사              |      |

## 수상 및 후보
| 연도 | 시상식                                   | 부문                                           | 작품                          | 결과 |
| ---- | ---------------------------------------- | ---------------------------------------------- | ----------------------------- | ---- |
| 2006 | 제50회 미스코리아 선발대회               | 미스코리아 서울 진(眞)                         | 빈칸                          | 수상 |
| 2006 | 제50회 미스코리아 선발대회               | 진(眞)                                         | 빈칸                          | 수상 |
| 2007 | 제56회 미스 유니버스                     | 4위 (3rd runner-up)                            | 빈칸                          | 수상 |
| 2008 | 미스 그랜드슬램                          | 1위                                            | 빈칸                          | 수상 |
| 2010 | 제2회 코리아 주얼리 어워드               | 사파이어상                                     | 빈칸                          | 수상 |
| 2011 | 제5회 Mnet 20's Choice                   | 핫 S라인 종결자상                              | 빈칸                          | 수상 |
| 2011 | MBC 드라마대상                           | 연속극부문 여자 신인상                         | 불굴의 며느리                 | 수상 |
| 2013 | 제7회 대구뮤지컬페스티벌 딤프 어워즈     | 신인상                                         | 시카고                        | 수상 |
| 2014 | 제51회 대종상                            | 인기상                                         | 타짜: 신의 손                 | 수상 |
| 2014 | 제51회 대종상                            | 신인여자배우상                                 | 타짜: 신의 손                 | 후보 |
| 2014 | 제35회 청룡영화상                        | 여우조연상                                     | 타짜: 신의 손                 | 후보 |
| 2014 | SBS 연기대상                             | 중편드라마부문 여자 우수연기상                 | 모던파머                      | 후보 |
| 2015 | 제51회 백상예술대상                      | 영화부문 여자 신인연기상                       | 타짜: 신의 손                 | 후보 |
| 2015 | 제4회 APAN 스타 어워즈                   | 여우조연상                                     | 빛나거나 미치거나             | 후보 |
| 2016 | 제8회 스타일 아이콘 아시아               | 본상                                           | 빈칸                          | 수상 |
| 2016 | SBS 연기대상                             | 판타지드라마부문 여자 특별연기상               | 돌아와요 아저씨               | 후보 |
| 2017 | 제10회 코리아 드라마 어워즈              | 여자 최우수연기상                              | 역적                          | 수상 |
| 2017 | 제1회 더 서울어워즈                      | 드라마부문 여우조연상                          | 역적                          | 수상 |
| 2017 | MBC 연기대상                             | 월화극부문 여자 최우수연기상                   | 역적                          | 수상 |
| 2017 | MBC 연기대상                             | 여자 인기상                                    | 역적                          | 후보 |
| 2017 | 제6회 한국영화배우협회 스타의 밤 시상식  | 대한민국 톱조연상                              | 침묵, 부라더                  | 수상 |
| 2018 | 제54회 백상예술대상                      | 영화부문 여자 조연상                           | 침묵                          | 후보 |
| 2018 | KBS 연예대상                             | 버라이어티부문 여자 신인상                     | 은밀하고 위대한 동물의 사생활 | 수상 |
| 2019 | 제55회 백상예술대상                      | 영화부문 여자 조연상                           | 극한직업                      | 후보 |
| 2019 | 제28회 부일영화상                        | 여자 인기스타상                                | 극한직업                      | 후보 |
| 2019 | 제7회 BIFF 마리끌레르 아시아 스타 어워즈 | 마리끌레르상                                   | 극한직업                      | 수상 |
| 2019 | 제40회 청룡영화상                        | 여우조연상                                     | 극한직업                      | 후보 |
| 2019 | 제40회 청룡영화상                        | 청정원 인기스타상                              | 극한직업                      | 수상 |
| 2019 | SBS 연기대상                             | 중편드라마 부문 여자 최우수연기상              | 열혈사제                      | 수상 |
| 2019 | SBS 연기대상                             | 프로듀서상                                     | 열혈사제                      | 후보 |
| 2019 | 제10회 대한민국 대중문화예술상           | 문화체육관광부장관 표창                        | 빈칸                          | 수상 |
| 2020 | 제56회 대종상                            | 여우조연상                                     | 극한직업                      | 후보 |
| 2021 | 제40회 황금촬영상                        | 여우주연상                                     | 블랙머니                      | 수상 |
| 2021 | SBS 연기대상                             | 미니시리즈 코미디 로맨스부문 여자 최우수연기상 | 원 더 우먼                    | 수상 |
| 2022 | 제8회 아시아태평양 스타 어워즈           | 미니시리즈부문 여자 최우수연기상               | 원 더 우먼                    | 후보 |
| 2023 | 제22회 뉴욕 아시아 영화제                | 베스트 프롬 더 이스트상                        | 빈칸                          | 수상 |
| 2023 | 벡델데이 2023                            | 영화부문 벡델리안 배우상                       | 유령                          | 수상 |
| 2024 | 제60회 백상예술대상                      | TV부문 여자 최우수연기상                       | 밤에 피는 꽃                  | 수상 |
| 2024 | 제60회 백상예술대상                      | 영화부문 여자 최우수연기상                     | 킬링 로맨스                   | 후보 |
| 2024 | 벡델데이 2024                            | 시리즈부문 벡델리안 배우상                     | 밤에 피는 꽃                  | 수상 |
| 2024 | 제15회 코리아 드라마 어워즈              | 연기대상                                       | 밤에 피는 꽃                  | 수상 |
| 2024 | 제32회 대한민국 문화연예대상             | 드라마부문 여자 최우수연기상                   | 밤에 피는 꽃                  | 수상 |
| 2024 | 엘르 스타일 어워즈 2024                  | WOMAN OF INSPIRATION                           | 빈칸                          | 수상 |
| 2024 | 제29회 소비자의 날 시상식                | 시청자가 뽑은 올해의 배우                      | 빈칸                          | 수상 |
| 2024 | SBS 연기대상                             | 시즌제 드라마 부문 여자 최우수연기상           | 열혈사제 Part Ⅱ               | 수상 |
| 2024 | 제10회 에이판 스타 어워즈                | 중편드라마 부문 여자 최우수연기상              | 밤에 피는 꽃                  | 수상 |
| 2024 | MBC 연기대상                             | 대상                                           | 밤에 피는 꽃                  | 후보 |
| 2024 | MBC 연기대상                             | 미니시리즈부문 여자 최우수연기상               | 밤에 피는 꽃                  | 수상 |
| 2024 | MBC 연기대상                             | 베스트 커플상 (with 이종원)                    | 밤에 피는 꽃                  | 후보 |